# Chéry-lès-Rozoy
Pour les articles homonymes, voir Chéry (homonymie) et Rozoy.
Chéry-lès-Rozoy est une commune française située dans le département de l'Aisne, en région Hauts-de-France.

## Géographie

### Localisation
- 1Carte dynamique
- 2Carte OpenStreetMap
- 3Carte topographique

### Hydrographie
La commune est située dans le bassin Seine-Normandie. Elle est drainée par la Serre, le cours d'eau 02 du Vivier et le cours d'eau 03 de la commune de Sainte-Geneviève,,.
La Serre, d'une longueur de 96 km, prend sa source dans la commune de La Férée, à 265 m d'altitude, et se jette  dans l'Oise (rive gauche) à Danizy, à 52 m d'altitude, après avoir traversé 39 communes.

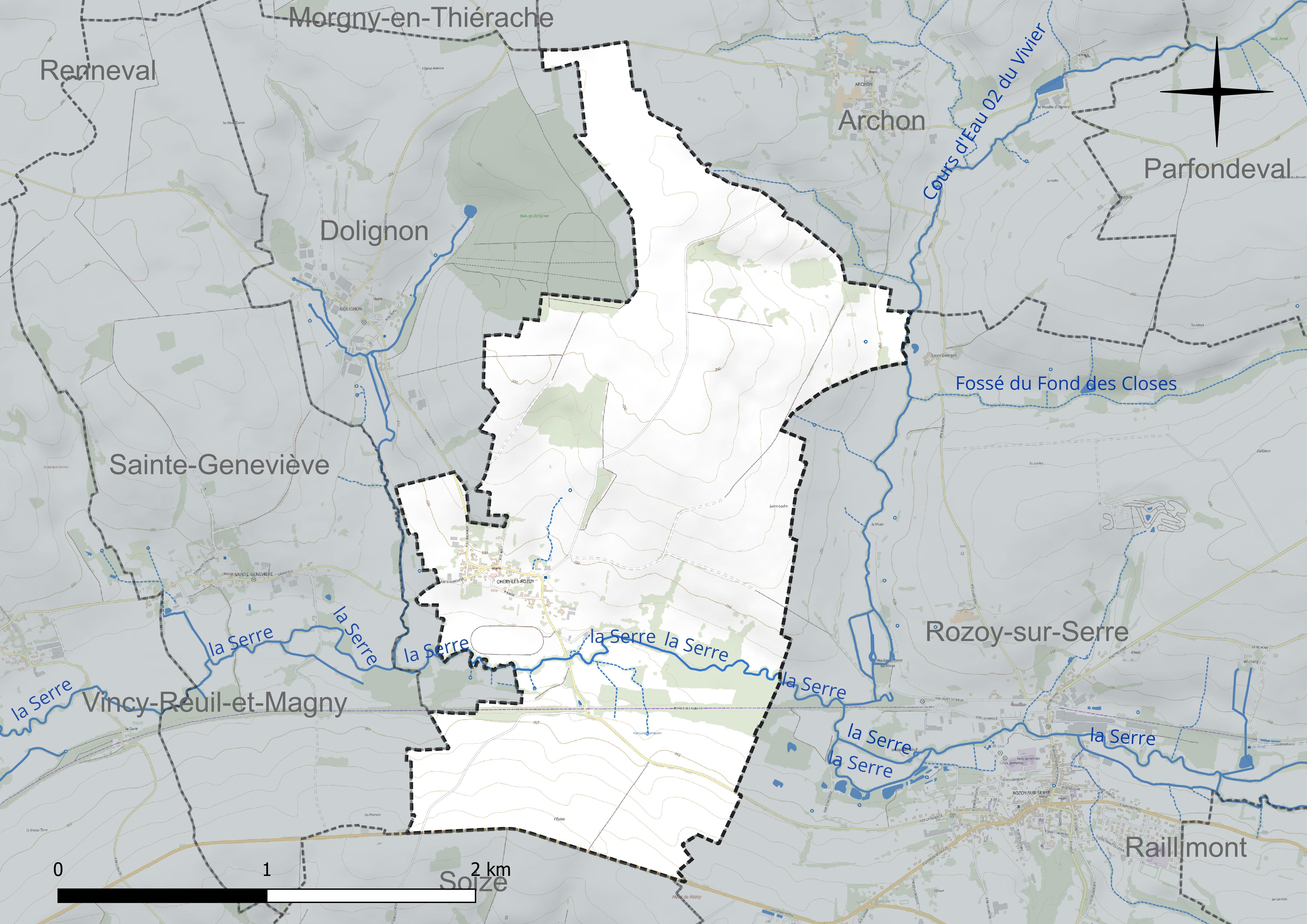
Réseau hydrographique de Chéry-lès-Rozoy.

### Climat
Pour des articles plus généraux, voir Climat des Hauts-de-France et Climat de l'Aisne.
En 2010, le climat de la commune est de type climat des marges montargnardes, selon une étude du CNRS s'appuyant sur une série de données couvrant la période 1971-2000. En 2020, Météo-France publie une typologie des climats de la France métropolitaine dans laquelle la commune est exposée à un climat océanique altéré et est dans la région climatique Nord-est du bassin Parisien, caractérisée par un ensoleillement médiocre, une pluviométrie moyenne régulièrement répartie au cours de l'année et un hiver froid (3 °C).
Pour la période 1971-2000, la température annuelle moyenne est de 9,9 °C, avec  une amplitude thermique annuelle de 15,2 °C. Le cumul annuel moyen de précipitations est de 863 mm, avec 13,3 jours de précipitations en janvier et 9,6 jours en juillet. Pour la période 1991-2020 la température moyenne annuelle observée sur la station météorologique la plus proche, située sur la commune de Banogne-Recouvrance à 17 km à vol d'oiseau, est de 11,1 °C et le cumul annuel moyen de précipitations est de 773,4 mm,. Pour l'avenir, les paramètres climatiques de la commune estimés pour 2050 selon différents scénarios d'émission de gaz à effet de serre sont consultables sur un site dédié publié par Météo-France en novembre 2022.

## Urbanisme

### Typologie
Au 1er janvier 2024, Chéry-lès-Rozoy est catégorisée commune rurale à habitat dispersé, selon la nouvelle grille communale de densité à 7 niveaux définie par l'Insee en 2022.
Elle est située hors unité urbaine et hors attraction des villes,.

### Occupation des sols
L'occupation des sols de la commune, telle qu'elle ressort de la base de données européenne d'occupation biophysique des sols Corine Land Cover (CLC), est marquée par l'importance des territoires agricoles (94,2 % en 2018), une proportion identique à celle de 1990 (94,2 %). La répartition détaillée en 2018 est la suivante : 
terres arables (62,2 %), prairies (32 %), zones urbanisées (5,1 %), forêts (0,8 %).
L'évolution de l'occupation des sols de la commune et de ses infrastructures peut être observée sur les différentes représentations cartographiques du territoire : la carte de Cassini (XVIIIe siècle), la carte d'état-major (1820-1866) et les cartes ou photos aériennes de l'IGN pour la période actuelle (1950 à aujourd'hui).

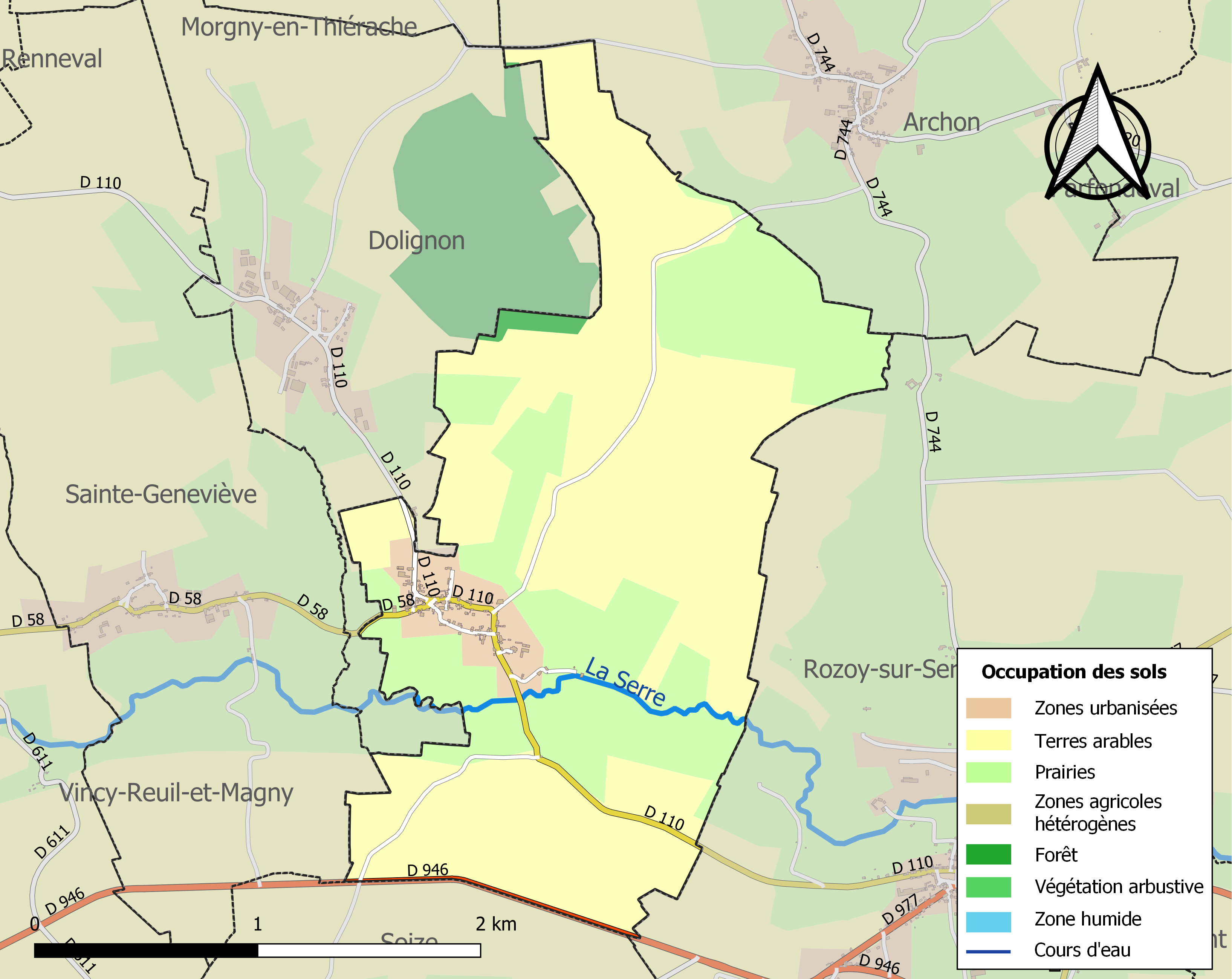
Carte des infrastructures et de l'occupation des sols de la commune en 2018 (CLC).

## Toponymie
Le nom de la localité est attesté sous les formes Cheries (1187) ; Cheri (XIIIe siècle) ; Chery-in-Therasca (1340) ; Chery-en-Thirasse (1396) ; Chery-en-Thérache (1398) ; Cheriacus-juxta-Rosetum (1545) ; Chery-les-Rozoy-en-Thiérache (1562) ; Chery-lez-Rozoy (1574) ; Cherry (1630) ; Chery-Monceaux (1710) ; Chery-les-Rozois (1745) ; Cherry-et-Montceau-lès-Rozoy (1750) ; Chery.

Chéry est le nom de trois villages de l'Aisne et d'un village du Cher, département où le patronyme se rencontre aussi, (latin Cariacum = « domaine de Carius »).
La préposition « lès » permet de signifier la proximité d'un lieu géographique par rapport à un autre lieu. En règle générale, il s'agit d'une localité qui tient à se situer par rapport à une ville voisine plus grande. La commune française de Chéry indique qu'elle se situe près de Rozoy-sur-Serre.

## Histoire
Avant la Révolution, les gros décimateurs de la paroisse Saint-Jean-Baptiste de Chéry-lès-Rozoy étaient le chapitre de Rozoy, l'abbé de Saint-Vincent de Laon, le chapelain de Sainte-Madeleine de Rozoy et le prieur de la chartreuse du Val-Saint-Pierre. Suivant une déclaration du 15 décembre 1728, le produit annuel de la cure s'élevait à 426 livres ; la possession de onze arpents de terre et quatre fauchées de pré était attachée à cette cure.
Par arrêté préfectoral du 20 décembre 2016, la commune est détachée le 1er janvier 2017 de l'arrondissement de Laon pour intégrer l'arrondissement de Vervins.

## Politique et administration

### Découpage territorial
La commune de Chéry-lès-Rozoy est membre de la communauté de communes des Portes de la Thiérache, un établissement public de coopération intercommunale (EPCI) à fiscalité propre créé le 22 décembre 1997 dont le siège est à Rozoy-sur-Serre. Ce dernier est par ailleurs membre d'autres groupements intercommunaux.
Sur le plan administratif, elle est rattachée à l'arrondissement de Vervins, au département de l'Aisne et à la région Hauts-de-France. Sur le plan électoral, elle dépend du  canton de Vervins pour l'élection des conseillers départementaux, depuis le redécoupage cantonal de 2014 entré en vigueur en 2015, et de la première circonscription de l'Aisne  pour les élections législatives, depuis le dernier découpage électoral de 2010.

### Administration municipale
| Période                                  | Période                   | Identité           | Étiquette | Qualité                                 |
| ---------------------------------------- | ------------------------- | ------------------ | --------- | --------------------------------------- |
| Les données manquantes sont à compléter. |                           |                    |           |                                         |
| avant 1988                               | 1989                      | Renée Després      |           |                                         |
| avant 1995                               | ?                         | Bernard Lardillier |           |                                         |
| mars 2001                                | mars 2008                 | Céline Frère       |           |                                         |
| mars 2008                                | En cours (au 6 juin 2020) | Fabrice Luce       | DVG       | Artisan Réélu pour le mandat 2020-2026, |

## Démographie
L'évolution du nombre d'habitants est connue à travers les recensements de la population effectués dans la commune depuis 1793. Pour les communes de moins de 10 000 habitants, une enquête de recensement portant sur toute la population est réalisée tous les cinq ans, les populations de référence des années intermédiaires étant quant à elles estimées par interpolation ou extrapolation. Pour la commune, le premier recensement exhaustif entrant dans le cadre du nouveau dispositif a été réalisé en 2006.

En 2022, la commune comptait 97 habitants, en évolution de +16,87 % par rapport à 2016 (Aisne : −1,97 %, France hors Mayotte : +2,11 %).
| 1793 | 1800 | 1806 | 1821 | 1831 | 1836 | 1841 | 1846 | 1851 |
| ---- | ---- | ---- | ---- | ---- | ---- | ---- | ---- | ---- |
| 339  | 398  | 390  | 412  | 443  | 465  | 450  | 434  | 426  |

| 1856 | 1861 | 1866 | 1872 | 1876 | 1881 | 1886 | 1891 | 1896 |
| ---- | ---- | ---- | ---- | ---- | ---- | ---- | ---- | ---- |
| 450  | 415  | 385  | 363  | 368  | 341  | 396  | 300  | 289  |

| 1901 | 1906 | 1911 | 1921 | 1926 | 1931 | 1936 | 1946 | 1954 |
| ---- | ---- | ---- | ---- | ---- | ---- | ---- | ---- | ---- |
| 254  | 229  | 258  | 215  | 237  | 216  | 205  | 191  | 197  |

| 1962 | 1968 | 1975 | 1982 | 1990 | 1999 | 2006 | 2011 | 2016 |
| ---- | ---- | ---- | ---- | ---- | ---- | ---- | ---- | ---- |
| 167  | 142  | 144  | 145  | 100  | 114  | 101  | 107  | 83   |

| 2021 | 2022 | - | - | - | - | - | - | - |
| ---- | ---- | - | - | - | - | - | - | - |
| 91   | 97   | - | - | - | - | - | - | - |

## Culture locale et patrimoine

### Lieux et monuments

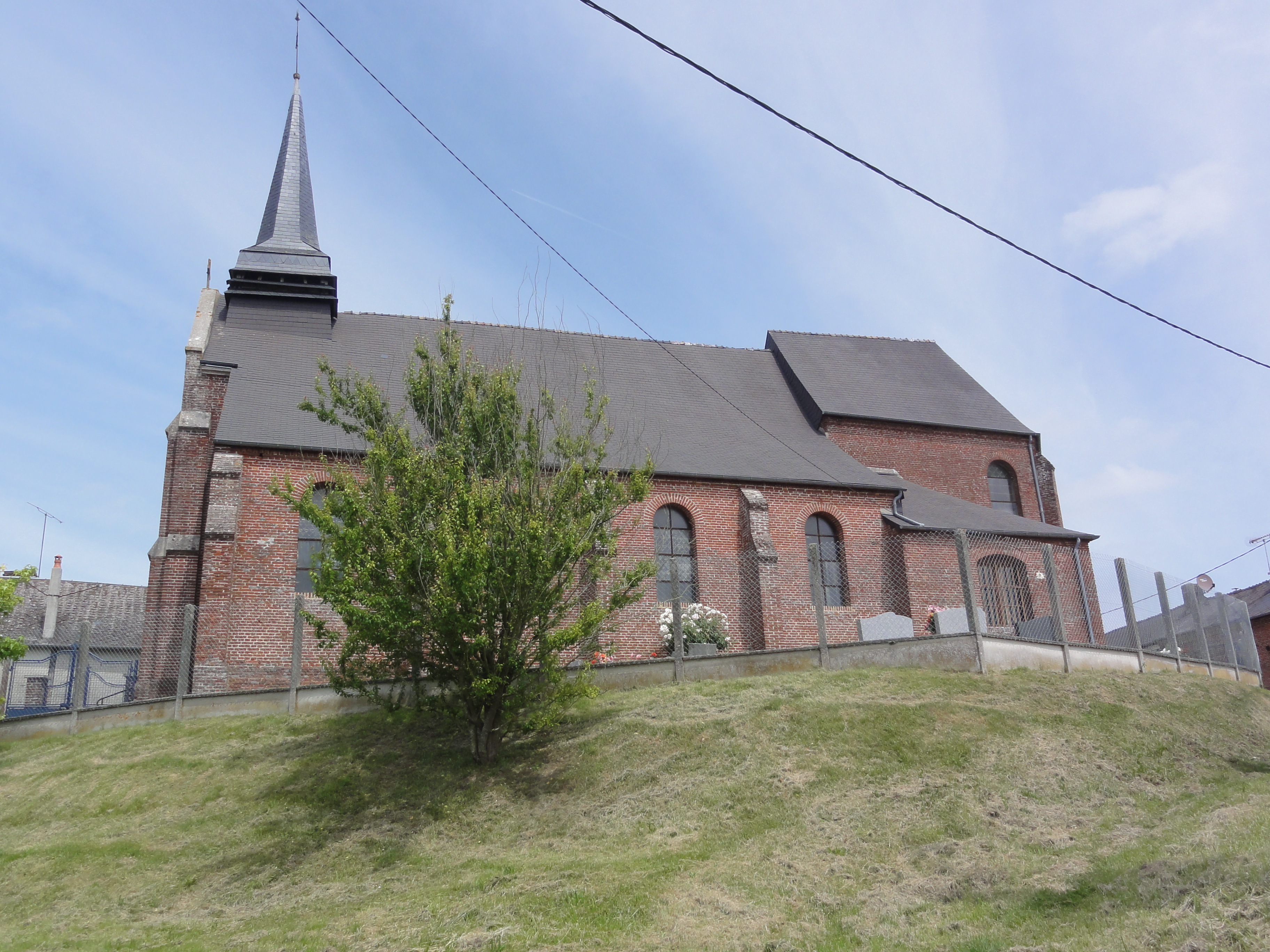
Église Saint-Jean-Baptiste.
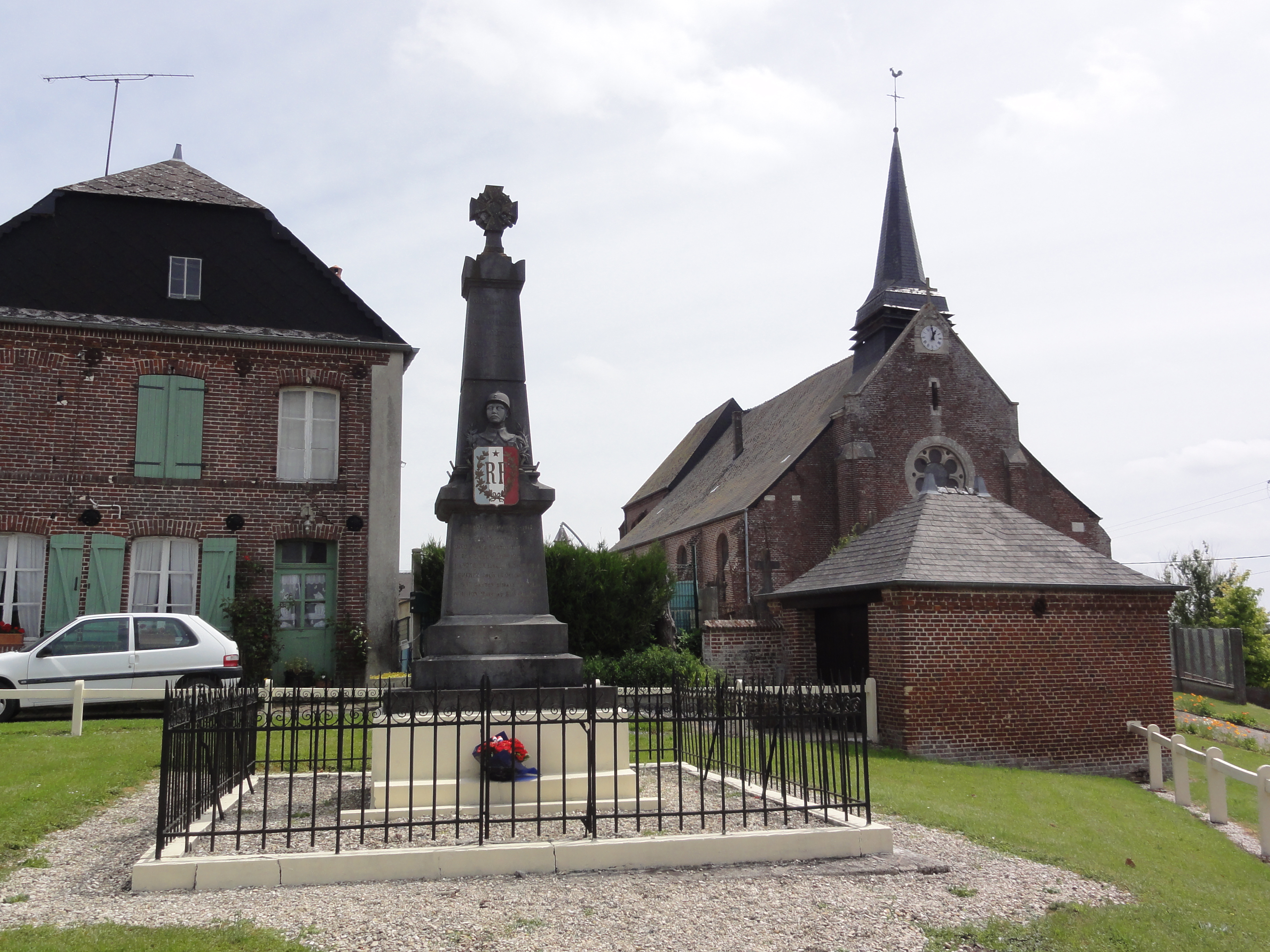
Monument aux morts, façade de l'église.
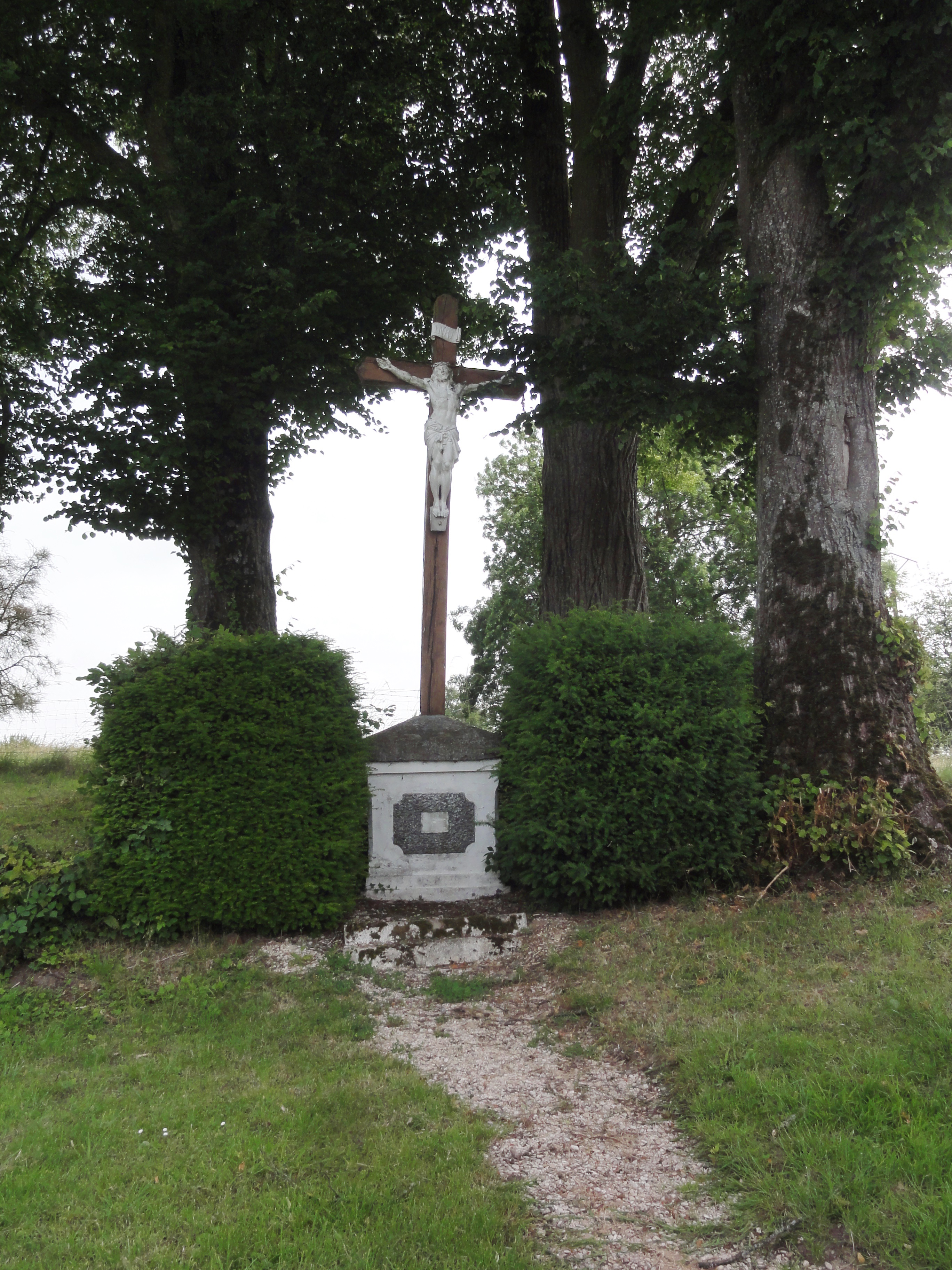
Calvaire.
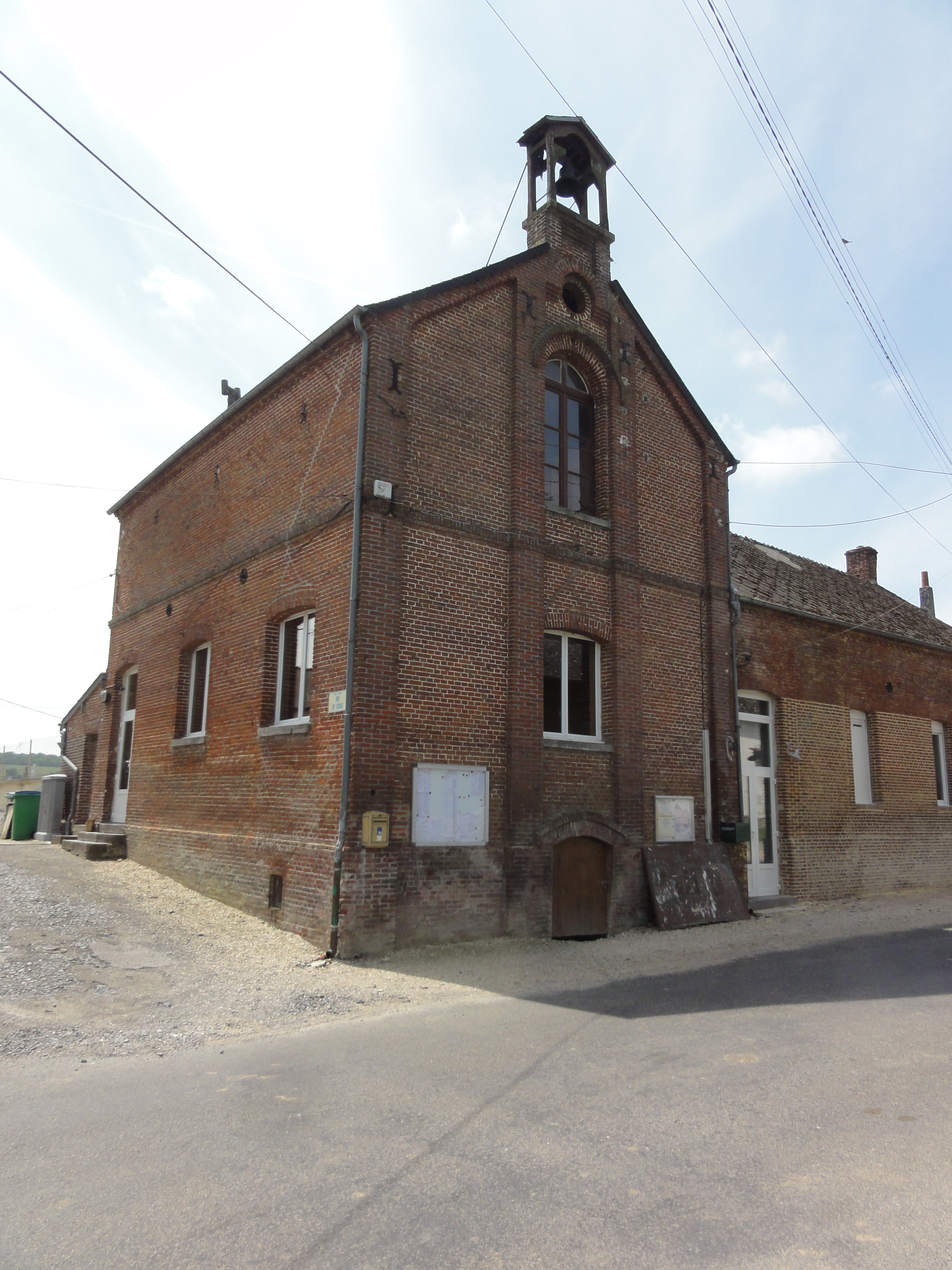
L'école avec son clocheton.
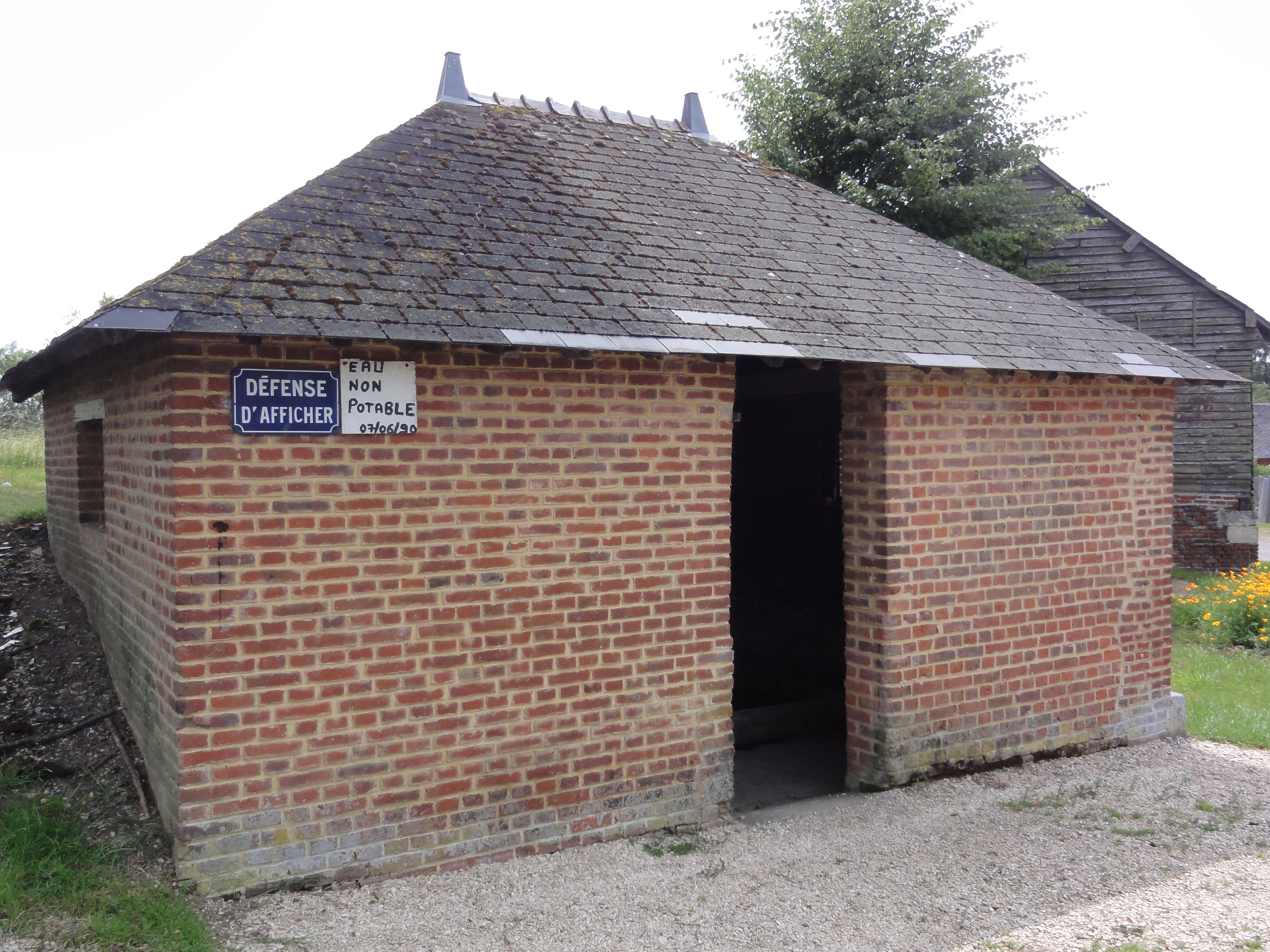
Lavoir.

## Pour approfondir